# Альфред Гілле
Альфред Гілле (нар. 1901 у Виструці, помер у 1971 у Рейнбаху) — був політиком та юристом з Німеччини. Він обіймав посаду бургомістра міста Гіжицько і був членом НСДАП. Крім того, він виступав як гебітскомісар Райхскомісаріату Україна та був речником ландсману Східної Пруссії.

## Біографія
Альфред Гілле, євангеліст, був сином кадрового солдата. Він відвідував Realgymnasium в Інстербурзі, поки не склав атестат зрілості в 1920 році, а потім вивчав право в Кенігсберзі та Мюнхені, яке він закінчив у 1923 році, склавши іспит на юридичного клерка. У 1920 році він вступив у братство Alemannia Königsberg. У 1927 році він став засідателем окружного суду в Кенігсберзі, а наступного року здобув ступінь доктора юридичних наук, захистивши дисертацію "Характер і наслідки призупинення провадження у кримінальній справі". Того ж року у віці 26 років його обрали мером Летцена, що зробило його наймолодшим мером у Східній Пруссії.
У 1933 році Альфред Ґілле приєднався до СА (Стурмабтайлунг), де досяг останнього звання командира загону. Після скасування чотирирічної заборони, він став членом НСДАП 1 травня 1937 року, отримавши членський номер 6 019 687. Він також був частиною східно-прусського Gauleitung. Раніше говорилося, що Ґілле був суддею народного суду, але це твердження ставилося під сумнів, особливо після подій, пов'язаних з Данкером і Леманн-Гіммелем.
Під час Другої світової війни Гілле спочатку був артилерійським офіцером. У жовтні 1941 року він прибув до штабу управління фронтом у Кракові як військовий адміністратор. Улітку 1942 року він спочатку став міським комісаром військової адміністрації, потім з листопада 1942 року по жовтень 1943 року, після формального звільнення з вермахту, обласним комісаром по Запорізькому міському  ґебіту в райхскомісаріаті України. На цій посаді він брав участь у депортації тисяч підневільних робітників до Німеччини та в адміністративних заходах, що були вжиті, коли вермахт відступив восени 1943 року і прийняв руйнацію міста та смерть багатьох жителів.  З листопада 1943 р. по березень 1944 р. Гілле керував управлінням рейхскомісаріату України, а з березня по липень 1944 р. він був окружним комісаром району Новогрудок у Генеральному окрузі Білорутенія, перш ніж він знову став відповідальним з липня 1944 р. до кінця війни за вермахт на посаді ординарця артилерійського полку 1711. Шварц оцінив поведінку Жиля таким чином, що він був "не представником надмірного особистого насильства, а радше представником бюрократично організованого структурного насильства нацистського окупаційного режиму в Східній Європі". З 1945 до 1948 року Гілле перебував у радянському полоні, а потім приїхав до Любека у вигнанні. Зокрема, він не зміг спростувати свою роль у цивільній окупаційній адміністрації заявою "З 1939 року я став солдатом і теж стояв на фронті. Я повернувся з полону в березні 1948 року". Хоча це не було принципово неправильним, воно ігнорувало його значну причетність до нацистів. Данкер і Леманн-Гіммель характеризують його у своєму дослідженні поведінки та поглядів членів парламенту землі Шлезвіг-Гольштейн і членів уряду в повоєнний період у нацистську епоху як "викритого нацистського окупанта". 
Починаючи з 1950 року, Альфред Гілле працював юристом, а з 1952 року він також став нотаріусом у Любеку. Він був одним зі співзасновників кооперативу Neue Lübecker Norddeutsche Baugenossenschaft eG. Цей кооператив був заснований 14 листопада 1949 року з метою надання житла вигнанцям і біженцям у Любеку та північній Німеччині. З 1949 року до своєї смерті в 1971 році Гілле був членом наглядової ради цього кооперативу, а згодом став його головою.
У 1960-х роках його допитували в рамках прокурорського розслідування щодо заступника окружного комісара Новогрудка Вільгельма Рейтера. Однак, оскільки масові вбивства євреїв, за які звинувачували Рейтера, відбулися задовго до того, як Гілле працював у Новогрудку, це не мало жодних наслідків для нього. Роль Гілле як члена німецької окупаційної адміністрації залишалася невідомою громадськості до його смерті в 1971 році.
11 вересня 1968 року Гілле був нагороджений Хрестом за заслуги 1-го ступеня Федерального хреста за заслуги. Він був одружений і мав одну дитину.

## Повоєнна політика
У 1950 році, Альфред Гілле став одним зі засновників партії GB/BHE та очолив її у землі Шлезвіг-Гольштейн до 1962 року. Після злиття GB/BHE з DP в 1961 році, він став членом національної ради партії GDP.
З 1950 по 27 жовтня 1954 року Гілле обіймав посаду члена парламенту землі Шлезвіг-Гольштейн, де він також очолював парламентську групу BHE. Він був головою комітету внутрішніх справ парламенту штату та членом консультативної ради поліції штату з 1950 року до 6 серпня 1954 року.
У 1953 році Гілле був обраний до Бундестагу Німеччини, де він виконував обов'язки заступника лідера парламентської групи. Він також був заступником голови комітету Бундестагу з внутрішніх адміністративних справ від 1953 року до 31 грудня 1955 року. Його застереження щодо "драматизації неонацистської небезпеки" викликало громадський резонанс.
Після залишення Бундестагу, Гілле був повторно обраний до парламенту землі Шлезвіг-Гольштейн на чотири роки в 1958 році, де він очолював парламентську групу і був головою комітету справ вигнаних. Під час свого перебування в державному парламенті він активно займався "політикою минулого", проводячи дискусії про епоху нацизму і виступаючи з 38 промовами на цю тему.
Від 1952 до 1966 року Гілле був представником Східно-прусського ландсманшафту і грає провідну роль у Лізі вигнаних (BdV). В 1950-х роках він очолював державну асоціацію вигнаних у землі Шлезвіг-Гольштейн. Як голова державної асоціації вигнаних зі Шлезвіг-Гольштейну, він брав участь у підписанні хартії для німецьких вигнанців. У зв'язку зі своїм станом здоров'я, він покинув всі посади в 1966 році.